# NGC 341
NGC 341 هي مجرة حلزونية تقع في كوكبة قيطس (كوكبة). تم اكتشافه في 21 أكتوبر 1881 من قبل العالم الفلكي إدوارد ستيفان. لديه مجرة مصاحبة NGC 3627 وتسمى أحيانا NGC 341B. لهذا السبب أدرج في أطلس هالتون من المجرات الغريبة.

## وصلات خارجية
- NGC 341 على موقع ويكي سكاي: DSS2, SDSS, GALEX, IRAS, Hydrogen α, X-Ray, Astrophoto, Sky Map, Articles and images